# هولستره
هولستره (به لاتین: Holstre) یک روستا در استونی است که در دهستان ویلیاندی واقع شده‌است. هولستره ۲۲۰ نفر جمعیت دارد.